# Metapenaeopsis kyushuensis
Metapenaeopsis kyushuensis är en kräftdjursart som först beskrevs av Yokoya 1933.  Metapenaeopsis kyushuensis ingår i släktet Metapenaeopsis och familjen Penaeidae. Inga underarter finns listade i Catalogue of Life.